# Chalcotropis
Chalcotropis is een geslacht van spinnen uit de familie springspinnen (Salticidae).

## Soorten
De volgende soorten zijn bij het geslacht ingedeeld:
- Chalcotropis acutefrenata Simon, 1902
- Chalcotropis caelodentata Merian, 1911
- Chalcotropis caeruleus (Karsch, 1880)
- Chalcotropis celebensis Merian, 1911
- Chalcotropis decemstriata Simon, 1902
- Chalcotropis insularis (Keyserling, 1881)
- Chalcotropis luceroi Barrion & Litsinger, 1995
- Chalcotropis pennata Simon, 1902
- Chalcotropis praeclara Simon, 1902
- Chalcotropis radiata Simon, 1902